# دانشگاه آریزونا
دانشگاه آریزونا (به انگلیسی: University of Arizona) یک دانشگاه تحقیقاتی دولتی در توسان واقع در ایالت آریزونا آمریکا است که در سال ۱۸۸۵ میلادی بنیان‌نهاده شده‌است. برنامه تحصیلات تکمیلی این دانشگاه در مهندسی رتبه ۴۸ آمریکا را داراست. دانشکده‌های مهندسی کشاورزی، مهندسی صنایع، مهندسی محیط‌زیست و مهندسی کامپیوتر و مهندسی پزشکی دانشگاه آریزونا در بین ۳۰ دانشگاه برتر آمریکا قرار دارند. از میان کالج‌های دیگر، کالج اپتیک و دپارتمان زمین‌شناسی در بین ۱۰ دانشگاه برتر آمریکا، دپارتمان‌های فیزیک و اقتصاد رتبه ۳۶ و دپارتمان جامعه‌شناسی رتبه ۲۰ را دارا هستند.
در مقطع کارشناسی، کالج مدیریت اِلِر دانشگاه آریزونا در بین ۲۲ برنامهٔ برتر آمریکا قرار دارد. برنامه مهندسی این دانشگاه در این مقطع نیز رتبه ۵۳ را در بین دانشگاه‌های آمریکا داراست. اما در مجموع تمام رشته‌های مقطع کارشناسی، رتبه دانشگاه آریزونا ۱۱۹ است.
در سال ۲۰۱۲ تعداد ۸۹۴۷ نفر از خارج از ایالت آریزونا متقاضی ورود به دوره‌های تحصیلات تکمیلی این دانشگاه بوده‌اند که تنها ۲۷٪ از ایشان موفق به اخذ پذیرش شدند. همچنین تعداد دانشجویان خارجی این دانشگاه در پاییز ۲۰۱۲، ۳٬۱۸۸ نفر (معادل ۷٬۹٪ کل دانشجویان) بوده‌است که از این تعداد حداقل ۶۳ نفر ایرانی و ۱ نفر افغانستانی (بدون احتساب ایرانیان دارای اقامت و نیز آن دسته از ایرانیانی که ملیت آن‌ها برای دانشگاه ناشناخته است) بوده‌اند. بر این اساس، ایران هشتمین کشور ازنظر تعداد دانشجویان خارجی در دانشگاه آریزونا می‌باشد و از بین دانشکده‌ها، دانشکده‌های معماری و مهندسی صنایع و سیستم‌ها دارای بیشترین دانشجوی ایرانی هستند.

## رنکینگ
در رتبه‌بندی دانشگاهٔ جهان QS در سال ۲۰۲۰ دانشگاه آریزونا در رتبه ۲۶۲ دنیا و ۵۶ آمریکا قرار گرفته‌است.همچنین بر اساس رتبه‌بندی مؤسسه تایمز در سال ۲۰۲۰ این دانشگاه در رتبه ۱۰۴ دانشگاه‌های جهان قرار دارد. همچنین بر اساس رتبه بندی وبسایت اجوکیشن رنک در سال ۲۰۲۳ دانشگاه آریزونا رتبه ۴۳ جهان در مجموع امتیازات علمی و تحقیقاتی و رتبه نخست جهان در رشته زیست شناسی نجومی را کسب کرد.
از طرف دیگر اما این دانشگاه در شاخص استنادی مقالات تحقیقاتی در سال ۲۰۲۳ رتبه ۳۹ آمریکا و رتبه ۶۹ جهان در مجموع کلیه رشته ها و رتبه ۱۱ جهان در فیزیک را کسب نمود.

## دانشکده‌ها
دانشکده‌های دانشگاه آریزونا عبارتند از:
- دانشکده کشاورزی و علوم زندگی
- دانشکده معماری
- دانشکده آموزش
- دانشکده مهندسی
- دانشکده هنرهای زیبا
- دانشکده علوم انسانی
- دانشکده پزشکی
- دانشکده پرستاری
- دانشکده داروسازی
- دانشکده علوم اجتماعی و رفتاری
- دانشکده علوم و هنر
- دانشکده علوم
- دانشکده مطالعات خاور میانه و شمال آفریقا

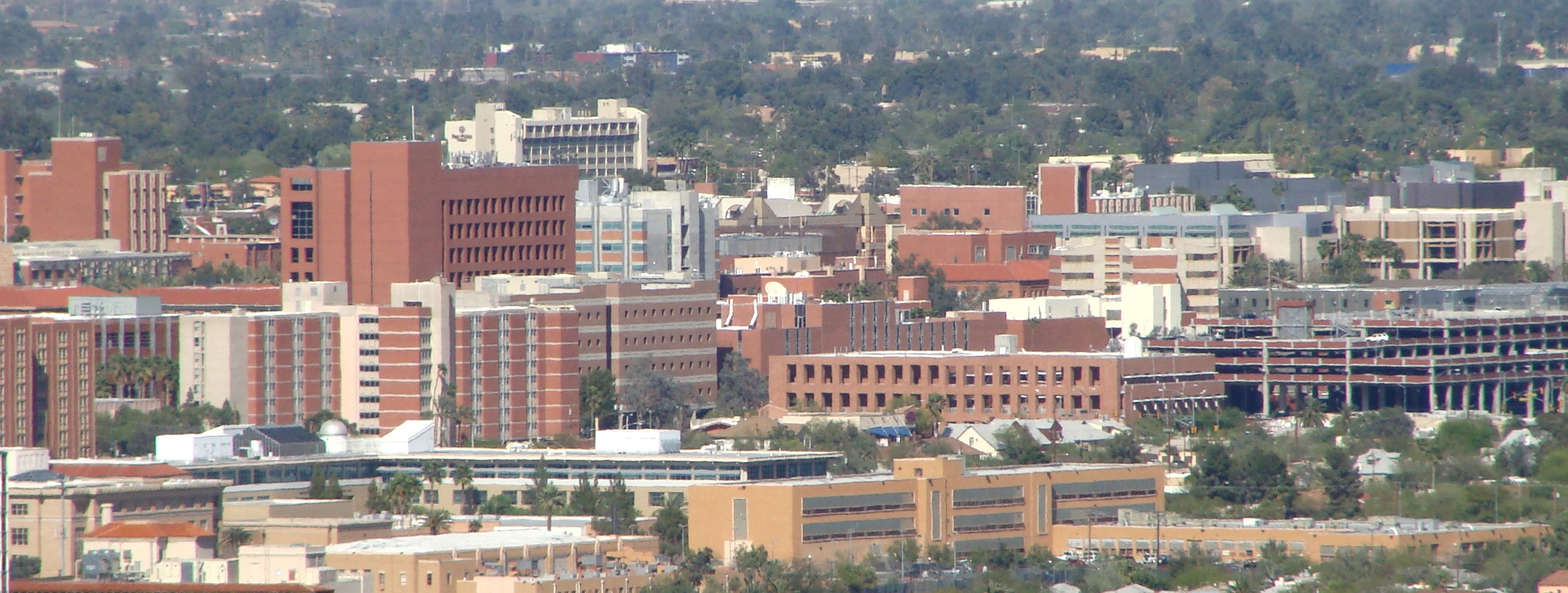
محوطه جنوب غربی دانشگاه

- دانشکده حقوق
- دانشکده مدیریت
- دانشکده بهداشت عمومی

## مراکز تحقیقات فرهنگ سرخ‌پوستان بومی
دانشگاه آریزونا از مجهزترین مراکز آموزش عالی و تحقیقات در تاریخ و فرهنگ سرخ‌پوستان بومی آمریکا را داراست. موزه ایالتی آریزونا (که در داخل دانشگاه قرار دارد) در این باب حائز کلکسیون منحصربه‌فردیست.

## نجوم و اپتیک
این دانشگاه در رشته‌های اپتیک و نجوم شهرت ویژه‌ای دارد. در علوم اپتیک، این مؤسسه یکی از فقط ۳ دانشگاه آمریکاییست که در علم اپتیک مدارج در سطوح کارشناسی، کارشناسی ارشد، و دکترا ارائه می‌دهد.
در نجوم، آزمایشگاه مطالعات ماه و سیارات، تلسکوپ ال‌بی‌تی، رصدخانه رادیویی آریزونا، و تلسکوپ ام‌ام‌تی همگی از متعلقات این دانشگاه هستند.

## مشاهیر
از دانش آموختگان این مؤسسه می‌توان دیک اسکوبی (فرماندهٔ فضاپیمای چلونجر) را نام برد.
غلام‌علی پیمان مخترع جراحی لیزیک و برنده مدال ملی فناوری و نوآوری از سوی باراک اوباما از استادان دانشگاه آریزونا می‌باشد.

## نگارخانه

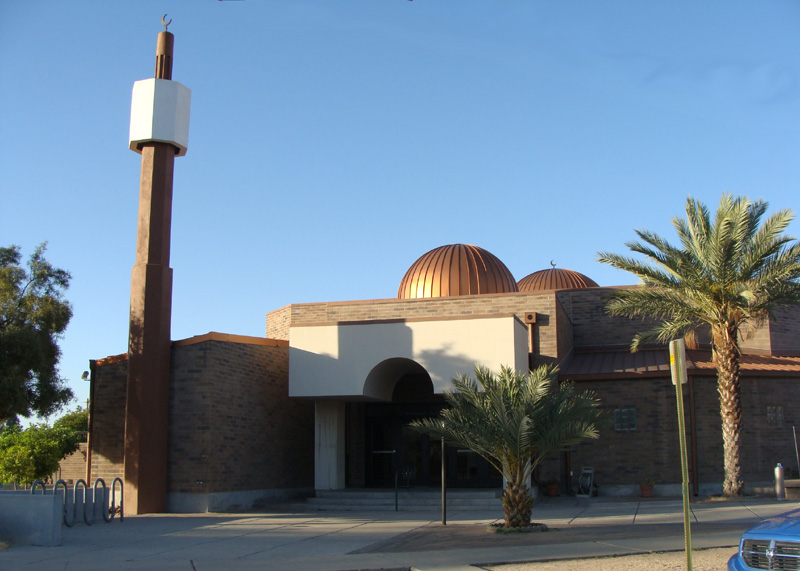
مسجد دانشگاه آریزونا
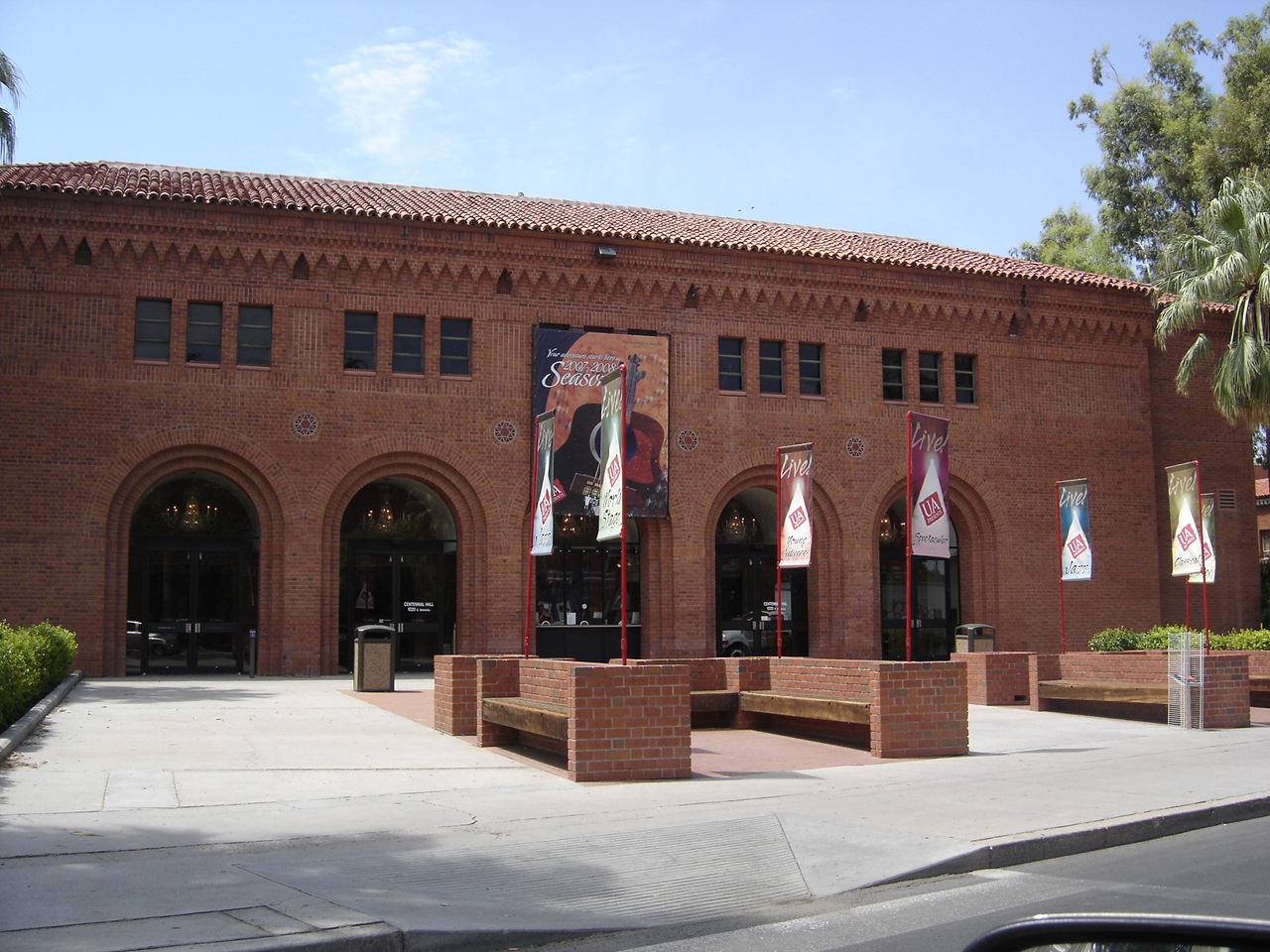
مرکز هنرهای نمایشی دانشگاه
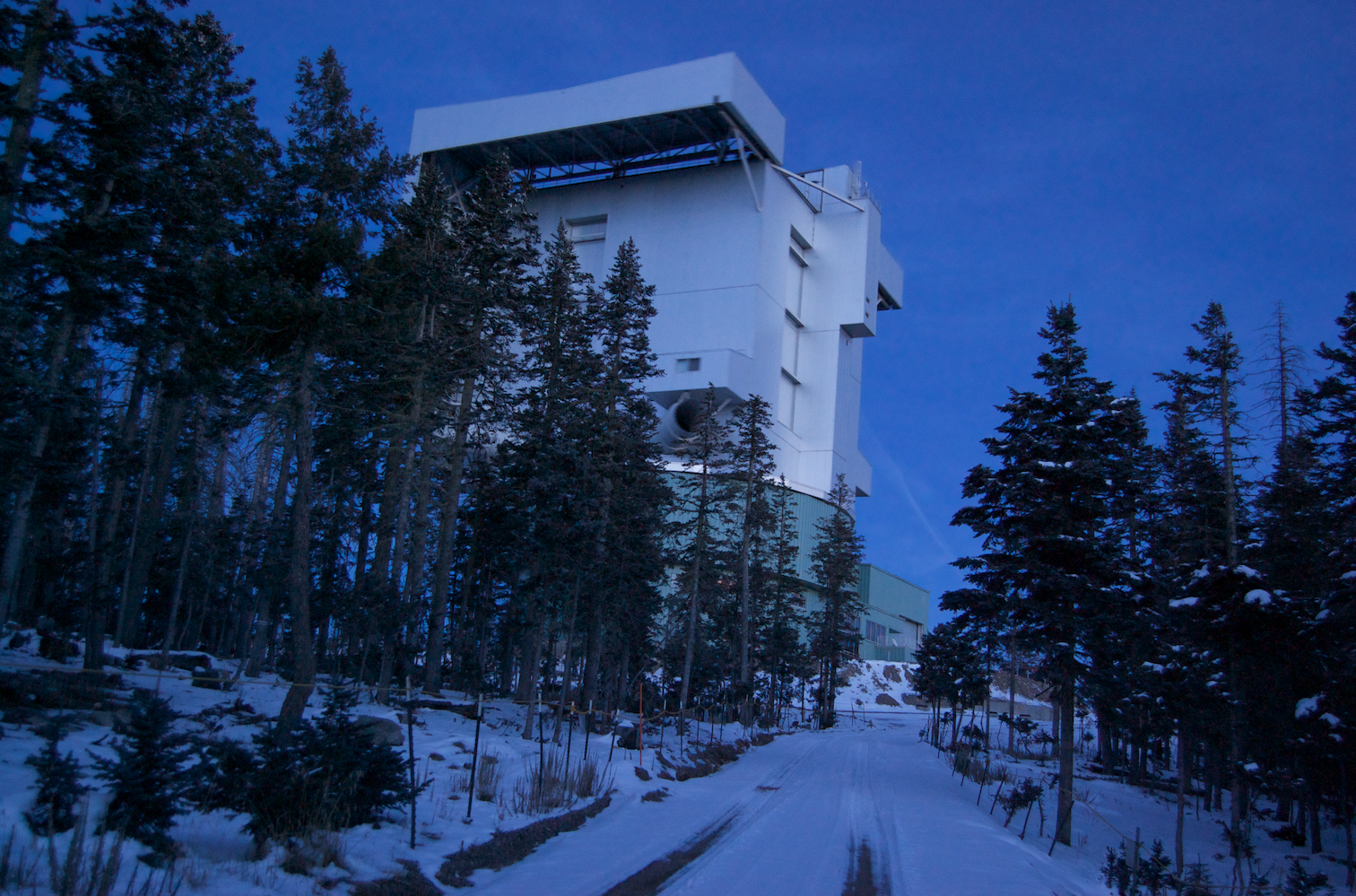
تلسکوپ ال‌بی‌تی
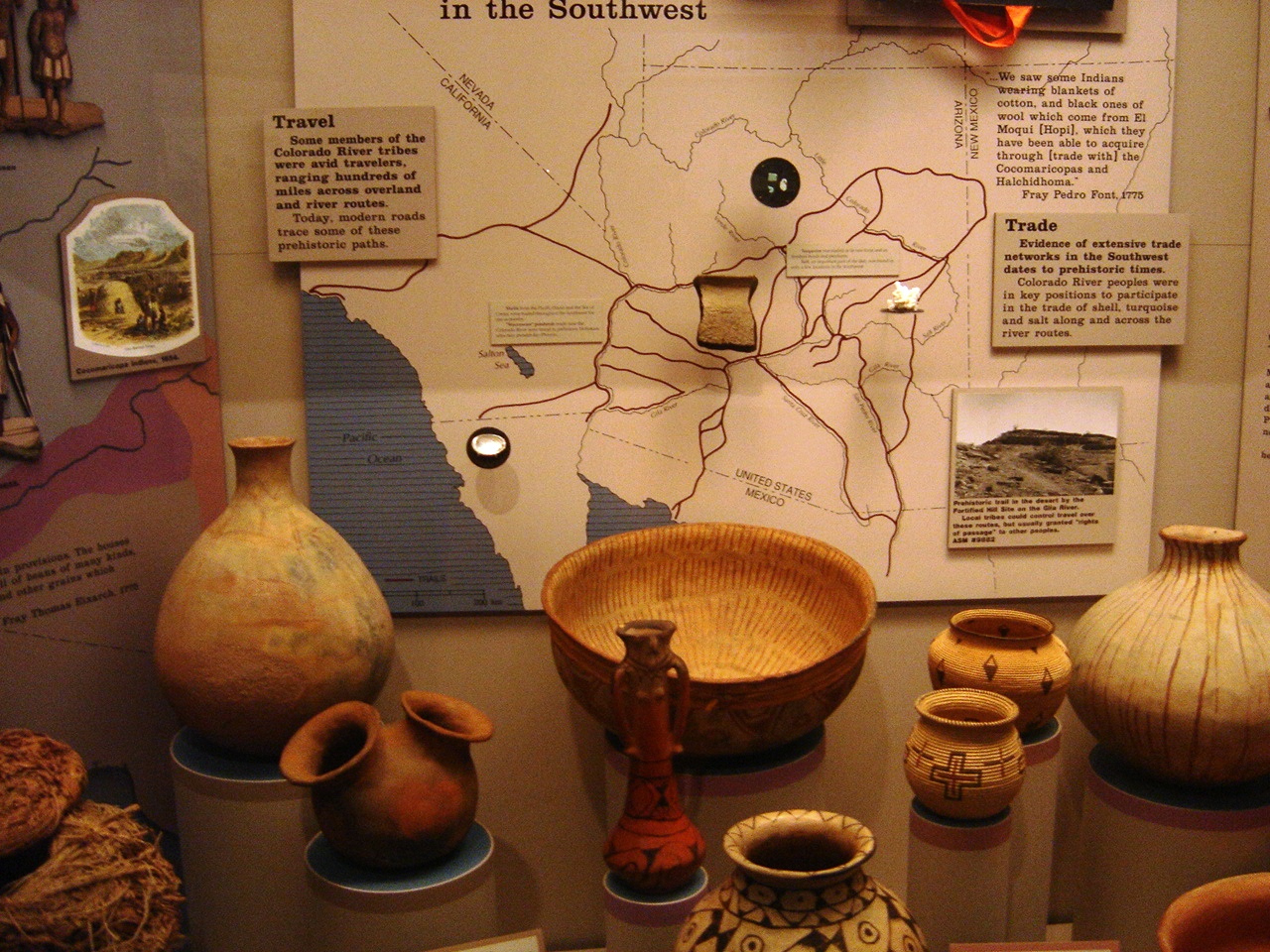
موزه ایالتی آریزونا